# Scopelogadus unispinis
Scopelogadus unispinis är en fiskart som beskrevs av Ebeling och Weed, 1963. Scopelogadus unispinis ingår i släktet Scopelogadus och familjen Melamphaidae. Inga underarter finns listade i Catalogue of Life.